# Zavarovana območja Srbije
Zavarovana območja Srbije pokrivajo približno 5 % ozemlja države. Zakon o varstvu narave opredeljuje naslednje kategorije zavarovanih območij:
- Strogi naravni rezervat — Območje nespremenjenih naravnih značilnosti z reprezentativnimi ekosistemi, ki so namenjeni ohranjanju njegove biotske raznovrstnosti ter znanstvenim raziskavam in spremljanju.
- Posebni naravni rezervat – Območje nespremenjenih ali nekoliko spremenjenih naravnih danosti velikega pomena zaradi edinstvenosti in redkosti, ki vključuje habitate ogroženih vrst, namenjenih ohranjanju njegovih edinstvenih značilnosti, izobraževanju, omejenemu turizmu ter za znanstveno raziskovanje in monitoring.
- Narodni park — Območje z velikim številom raznolikih ekosistemov nacionalne vrednosti, z izjemnimi naravnimi značilnostmi in/ali kulturno dediščino, namenjeno ohranjanju naravnih virov ter izobraževalni, znanstveni in turistični uporabi.
- Naravni spomenik — Majhna nespremenjena ali nekoliko spremenjena naravna posebnost, objekt ali pojav, zlahka zaznaven in edinstven, z edinstvenimi naravnimi lastnostmi.
- Zavarovani habitat — območje, ki vključuje habitate ene ali več prosto živečih vrst.
- Krajina izjemnih značilnosti — Območje izjemnega videza s pomembno naravno in kulturno vrednostjo.
- Naravni park — Območje dobro ohranjenih naravnih vrednot z ohranjenimi naravnimi ekosistemi in slikovito krajino, namenjeno ohranjanju biotske raznovrstnosti ter izobraževalni, turistični, rekreacijski in znanstveni uporabi.

## Narodni parki
V Srbiji je od leta 2007 5 narodnih parkov (IUCN II. kategorija) [3] in še en, ki je predlagan in je v postopku pridobitve statusa narodnega parka: [4] [5] Eden od teh (Šar planina) je na ozemlju Kosova. Čeprav je Kosovo leta 2008 razglasilo neodvisnost, srbska vlada tega ne priznava, zato je Šar planina še vedno navedena kot srbski narodni park.
| Narodni park    | Slika | Leto ustanovitve | Mesto / občina                                                                          | Površina (km2) | Link |
| --------------- | ----- | ---------------- | --------------------------------------------------------------------------------------- | -------------- | ---- |
| Džerdap         |       | 1974             | Golubac, Majdanpek, Kladovo                                                             | 636.8          |      |
| Kopaonik        |       | 1981             | Raška, Brus                                                                             | 118.1          |      |
| Tara            |       | 1981             | Bajina Bašta                                                                            | 192.0          |      |
| Šar planina     |       | 1993             | Štrpce, Kačanik, Prizren, Suva Reka                                                     | 390.0          |      |
| Fruška Gora     |       | 1960             | Novi Sad, Sremski Karlovci, Beočin, Bačka Palanka, Šid, Sremska Mitrovica, Irig, Inđija | 253.9          |      |
| Stara Planina   |       | 2022 (proposed)  | Pirot, Dimitrovgrad, Zaječar, Knjaževac                                                 | 1,209.1        |      |
| Kučaj-Beljanica |       | 2022 (proposed)  | Žagubica, Bor, Despotovac, Boljevac                                                     | 453.7          |      |

## Naravni rezervati
V Srbiji je 22 naravnih rezervatov (IUCN kategorije Ia) in še 6 takih, ki so v postopku pridobitve statusa naravnega rezervata. Razdeljeni so v dve skupini: strogi naravni rezervati in posebni naravni rezervati:
| Posebni naravni rezervati     | Leto ustanovitve | Mesto / občina                                | Površina (km2) |
| ----------------------------- | ---------------- | --------------------------------------------- | -------------- |
| Deliblatska peščara           | 1965             | Alibunar, Vršac, Bela Crkva, Požarevac, Kovin | 348.29         |
| Gornje Podunavlje             |                  | Apatin, Sombor                                | 196.05         |
| Venerina padina               |                  | Babušnica                                     | 0.003          |
| Bagremara                     | 2007             | Bačka Palanka                                 | 1.18           |
| Kobilarna Karađorđevo         | 1997             | Bač, Bačka Palanka                            | 29.53          |
| Prebreza                      |                  | Blace                                         | 29.53          |
| Carska bara                   | 1955             | Zrenjanin                                     | 47.26          |
| Kraljevac                     | 2009             | Kovin                                         | 2.64           |
| Selevenjske pustare           |                  | Kanjiža, Subotica                             | 6.77           |
| Soteska Trešnjice             |                  | Ljubovija                                     | 5.95           |
| Koviljsko-petrovaradinski rit | 1998             | Novi Sad, Sremski Karlovci, Inđija, Titel     | 58.95          |
| Soteska Jelašničke reke       |                  | Niš                                           | 1.16           |
| Uvac                          |                  | Nova Varoš, Sjenica                           | 75.43          |
| Slano Kopovo                  | 2000             | Novi Bečej                                    | 9.76           |
| Obedska bara                  | 1968             | Pećinci, Ruma                                 | 98.20          |
| Zasavica                      | 1997             | Sremska Mitrovica, Bogatić                    | 11.29          |
| Ludaško jezero                | 1982             | Subotica                                      | 8.46           |
| Pašniki velike uharice        |                  | Kikinda, Čoka, Novi Kneževac                  | 67.79          |
| Paljevine                     | 2011             | Sjenica                                       | 0.078          |
| Gutavica                      | 2011             | Sjenica                                       | 0.11           |
| Titelski Breg                 | 2012             | Titel                                         | 4.96           |
| Okanj                         | 2013             | Zrenjanin, Novi Bečej                         | 54.81          |
| Ritovi donjeg Potisja         | 2014             | Titel, Žabalj, Novi Bečej, Zrenjanin          | 30.11          |
| Mala jasenova glava           | 2014             | Boljevac                                      | 0.063          |
| Soteska reke Mileševke        | 2014             | Prijepolje                                    | 12.44          |
| Jerma                         | 2014             | Babušnica, Dimitrovgrad, Pirot                | 69.94          |
| Goč-Gvozdac                   | 2014             | Kraljevo, Vrnjačka Banja                      | 39.57          |
| Peštersko polje               | 2015             | Tutin, Sjenica                                | 31.18          |
| Tesne Jaruge                  | 2015             | Nišla, Sjenica                                | 0.029          |
| Suva Planina                  | 2015             | Niška Banja, Bela Palanka, Gadžin Han         | 181.17         |
| Rtanj                         | 2019             | Sokobanja, Boljevac                           | 49.97          |
| Strogi naravni rezervat       | Leto ustanovitve | Mesto / občina                                | Površina (km2) |
| Vinatovača                    |                  | Despotovac                                    | 0.37           |
| Danilova kosa                 | 2008             | Krupanj                                       | 0.067          |
| Prokop                        | 1958             | Kruševac                                      | 0.059          |
| Bukovo                        | 2007             | Negotin                                       | 0.10           |
| Felješana                     | 2014             | Majdanpek                                     | 0.15           |
| Kukavica                      | 2014             | Vladičin Han                                  | 0.76           |
| Mustafa                       | 2014             | Majdanpek                                     | 0.80           |
| Iznad Tatalije                | 2015             | Bajina Bašta, Sjenica                         | 0.008          |
| Zelenika                      | 2015             | Užice                                         | 0.0045         |
| Jarešnik                      | 2019             | Bosilegrad                                    | 0.062          |

## Naravni parki in krajine izjemnih značilnosti
Naravnih parkov in krajin izjemnih značilnosti (IUCN kategorija Ib) je 23 in še 8 takih, ki so v postopku pridobitve statusa naravnega parka ali krajine izjemnih značilnosti:
| Naravni park                   | Leto ustanovitve | Mesto / občina                                 | Površina (km2) |
| ------------------------------ | ---------------- | ---------------------------------------------- | -------------- |
| Tikvara                        |                  | Bačka Palanka                                  | 5.08           |
| Naravni park Jegricka          |                  | Bačka Palanka, Vrbas, Temerin, Žabalj          | 11.44          |
| Stara Tisa near Biserno Ostrvo |                  | Bečej, Novi Bečej, Žabalj                      | 3.91           |
| Stara Planina                  | 1997             | Zaječar, Dimitrovgrad, Pirot, Knjaževac        | 1143.32        |
| Golija                         | 2001             | Ivanjica, Kraljevo, Raška, Novi Pazar, Sjenica | 751.83         |
| Kamaraš                        |                  | Kanjiža                                        | 2.67           |
| Sićevačka Gorge                | 1997             | Niš, Bela Palanka                              | 77.46          |
| Begečka jama                   |                  | Novi Sad                                       | 3.79           |
| Ponjavica                      |                  | Pančevo                                        | 1.33           |
| Grmija                         |                  | Priština                                       | 11.67          |
| Jezero Palić                   | 1982             | Subotica                                       | 7.13           |
| Šargan - Mokra Gora            |                  | Užice, Čajetina, Bajina Bašta                  | 108.13         |
| Zlatibor                       | predlagano       | Čajetina, Nova Varoš, Užice                    | 321.74         |
| Pokrajina izjemnih lastnosti   | Leto ustanovitve | Mesto / občina                                 | Površina (km2) |
| Kosmaj                         |                  | Beograd/Mladenovac                             | 35.14          |
| Veliko Ratno Ostrvo            |                  | Beograd/Zemun                                  | 1.68           |
| Avala                          |                  | Beograd/Voždovac                               | 4.89           |
| Dolina reke Pčinje             |                  | Bujanovac                                      | 26.06          |
| Soteska reke Gradac            |                  | Valjevo                                        | 12.68          |
| Vršac (gora)                   | 1982             | Vršac                                          | 44.08          |
| Slapovi Miruša                 |                  | Orahovac, Klina                                | 3.30           |
| Lepterija - Soko Grad          |                  | Sokobanja                                      | 8.38           |
| Subotička peščara              |                  | Subotica                                       | 53.70          |
| Vlasina                        |                  | Surdulica, Crna Trava                          | 127.41         |
| Soteska Ovčar-Kablar           |                  | Čačak, Lučani                                  | 22.50          |
| Zaovine                        | predlagano       | Bajina Bašta                                   | 55.94          |
| Radan (gora)                   | predlagano       | Kuršumlija, Prokuplje, Bojnik, Lebane, Medveđa | 466.44         |
| Soteska Đetinja                | predlagano       | Užice, Čajetina                                | 8.65           |
| Izviri Mali Rzav               | predlagano       | Arilje, Ivanjica                               | 33.57          |
| Jezero Ćelije                  | predlagano       | Kruševac, Brus                                 | 39.67          |
| Stari Ras - Sopoćani           | predlagano       | Novi Pazar                                     | 8.21           |
| Kamena Gora (gora)             | predlagano       | Prijepolje                                     | 78.08          |

## Naravni spomeniki
Trenutno je v Srbiji 64 naravnih spomenikov geološke dediščine in 225 spomenikov botanične dediščine (večinoma redka drevesa). Nekateri izmed najbolj znanih spomenikov geološke dediščine so: Resavska jama, Đavolja Varoš, Marmorna jama in Rugova kanjon.